# Cambuí
Cambuí é uma designação comum de diversas espécies dos gêneros Myrcia ou Myrciaria, da família Myrtaceae (a família dos eucaliptos, das goiabeiras etc.).
Alguns exemplos de espécies do gênero Myrcia ou Myrciaria com essa denominação:
- Myrciaria tenella
- Myrcia multiflora (Lam.) DC: é uma árvore de porte médio muito comum em terrenos bem irrigados e mesmo nos capões da biota dos Campos Gerais do Paraná. Daí, ocorre até o Estado do Rio Grande do Sul, notadamente nas matas de galeria. Tem um tronco bastante curto, sendo frequente nas beiras de rio. Seus galhos alcançam um grande diâmetro. Sua madeira é muito resistente e dura, quase sempre retorcida, o que não lhe garante bom aproveitamento industrial. A sua casca é característica por desprender fragmentos parecidos com um papel fino e amarelado, quebradiços ao toque. As folhas são coriáceas, grossas, oblongas e providas de grupos de células translúcidas. Suas flores são brancas e pequeninas reunidas em inflorescências cimosas. Seus frutos são pequenas bagas esféricas amareladas. Sinonímia botânica: Aulomyrcia sphaerocarpa var. gracilis, Myrcia sphaerocarpa DC.
- Myrcia selloi

## Etimologia
A palavra "cambuí" é originária do termo tupi "kãbu'i".